# San Sebastiano (Mantegna Parigi)
San Sebastiano è un dipinto, tempera su tela (257 × 142 cm), di Andrea Mantegna, databile al 1481 circa e conservata nel Museo del Louvre a Parigi.

## Storia
Il dipinto viene di solito messo in relazione con le nozze di Chiara Gonzaga, figlia del marchese Federico I, con Gilbert de Bourbon, conte di Montpensier e delfino d'Auvergne. La tela sarebbe così giunta in Francia tramite la dote della principessa mantovana e si sa che prima di giungere al Louvre si trovava nella Sainte-Chapelle di Aigueperse, fondata dal padre di Gilbert in Alvernia, appunto.
Del dipinto esiste un precedente, il San Sebastiano di Vienna, risalente probabilmente alla fine del periodo padovano (1458-1460 circa) e caratterizzato da un'impostazione simile. Un'altra versione più tarda ed espressiva si trova alla Galleria Franchetti nella Ca' d'Oro di Venezia. 

## Descrizione e stile

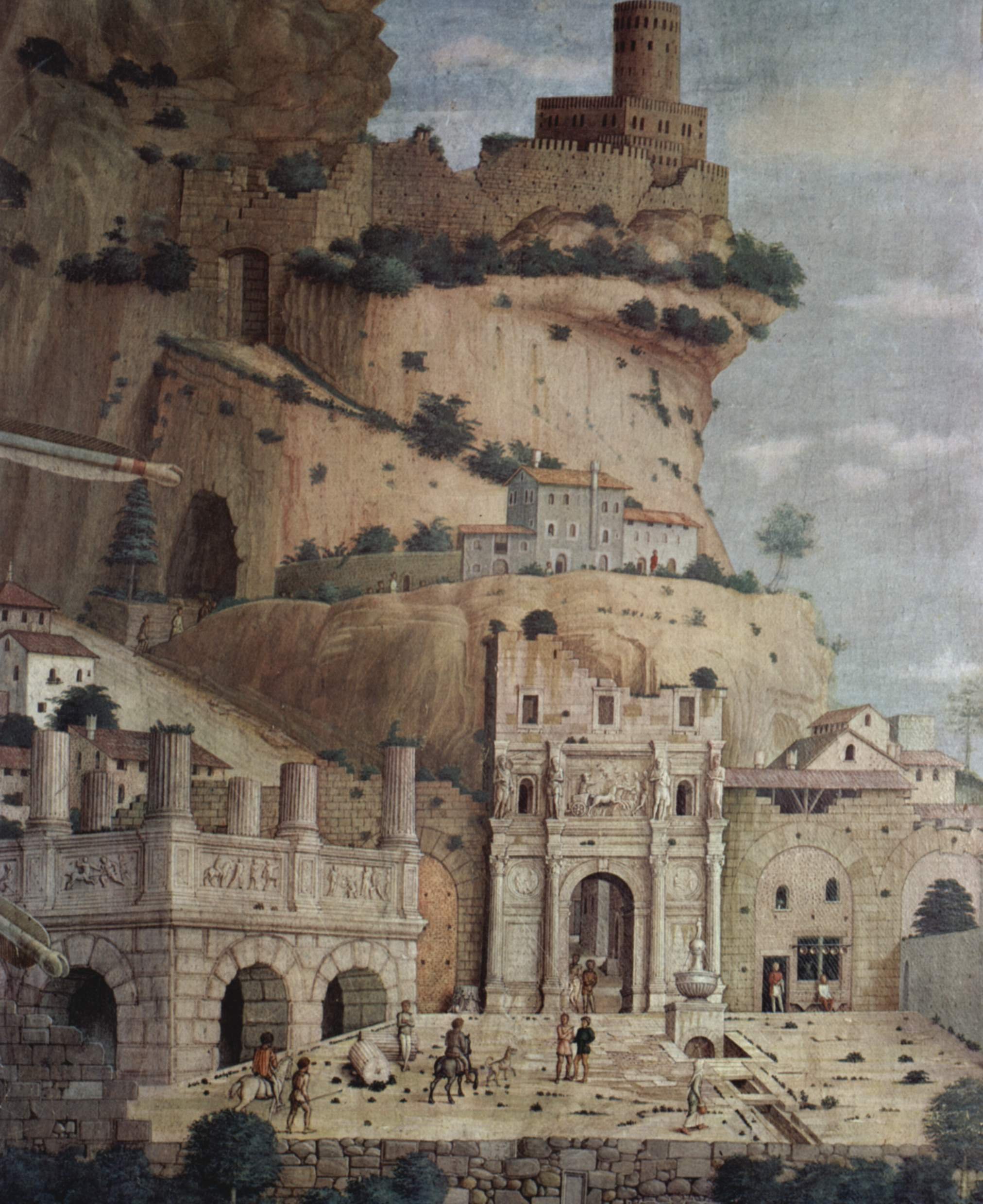
Il paesaggio

Il dipinto raffigura il santo seminudo trafitto dalle frecce del martirio e legato alla colonna di un'imponente costruzione architettonica all'antica, ormai diroccata e in rovina. Ai suoi piedi ci sono vari frammenti classici, tra cui il piede d'una statua: Mantegna era infatti appassionato di reperti antichi, che collezionava e inseriva spesso nelle sue opere. In primo piano, nell'angolo in basso a destra, si notano i due giustizieri, l'arciere e un compagno, che sono raffigurati con quell'insistenza chiaroscurale sui solchi del viso tipica delle opere di Mantegna più espressive. Alcuni dettagli grotteschi o iperrealistici (come l'espressione truce dell'arciere o la finezza con cui sono disegnati uno per uno i peli della sua barba) rimandano ad opere fiamminghe,e in particolare alla lezione di Rogier van der Weyden che Mantegna ebbe modo di assimilare in gioventù.
Il santo, come consueto nelle rappresentazioni dalla seconda metà del Quattrocento in poi, diede l'opportunità al pittore di eseguire una virtuosa rappresentazione anatomica del nudo maschile, con il torace trattato con una particolare morbidezza di toni, su cui spicca per contrasto la durezza quasi marmorea del panneggio del perizoma. Le frecce, a differenza della tavola viennese, entrano ed escono da corpo martirizzato, scorrendo talvolta sottopelle, per aumentare il senso tragico di dolore del martirio, che Sebastiano sembra tra l'altro sopportare con pietosa rassegnazione grazie alla fede religiosa, come suggerisce il suo viso rivolto al cielo. Da notare alcuni virtuosismi, come l'effetto delle corde che stringono le carni con grande realismo, come sul braccio destro.
Lo sfondo è occupato da un lontano paesaggio montuoso, con un capriccio di architetture, antiche e moderne, che, in ossequio alla forma della tela, si svolge in maniera più che altro verticale, sullo sfondo di un cielo sereno attraversato da gonfie nuvole. Il monte è dominato in alto da un castello, appoggiato su uno sperone roccioso, sotto il quale sta un'altra rocca. Più in basso si trova la città (visibile anche a sinistra), sotto la quale spicca una piazza lastricata circondata da monumenti romani in rovina: una porta-arco di trionfo con alto attico (le mura superiori richiamano le aggiunte tipicamente medievali come nell'arco di Augusto di Rimini) e una sorta di tempio con mozziconi di colonna e un parapetto scolpito a bassorilievi, che si erge sopra un porticato in grossi blocchi di pietra. Non si tratta più delle ricostruzioni in stile che avevano caratterizzato le opere giovanili come la Cappella Ovetari, ma di un'interpretazione più inquieta, con le rovine che simboleggiano la caducità del mondo antico.

## Altre immagini

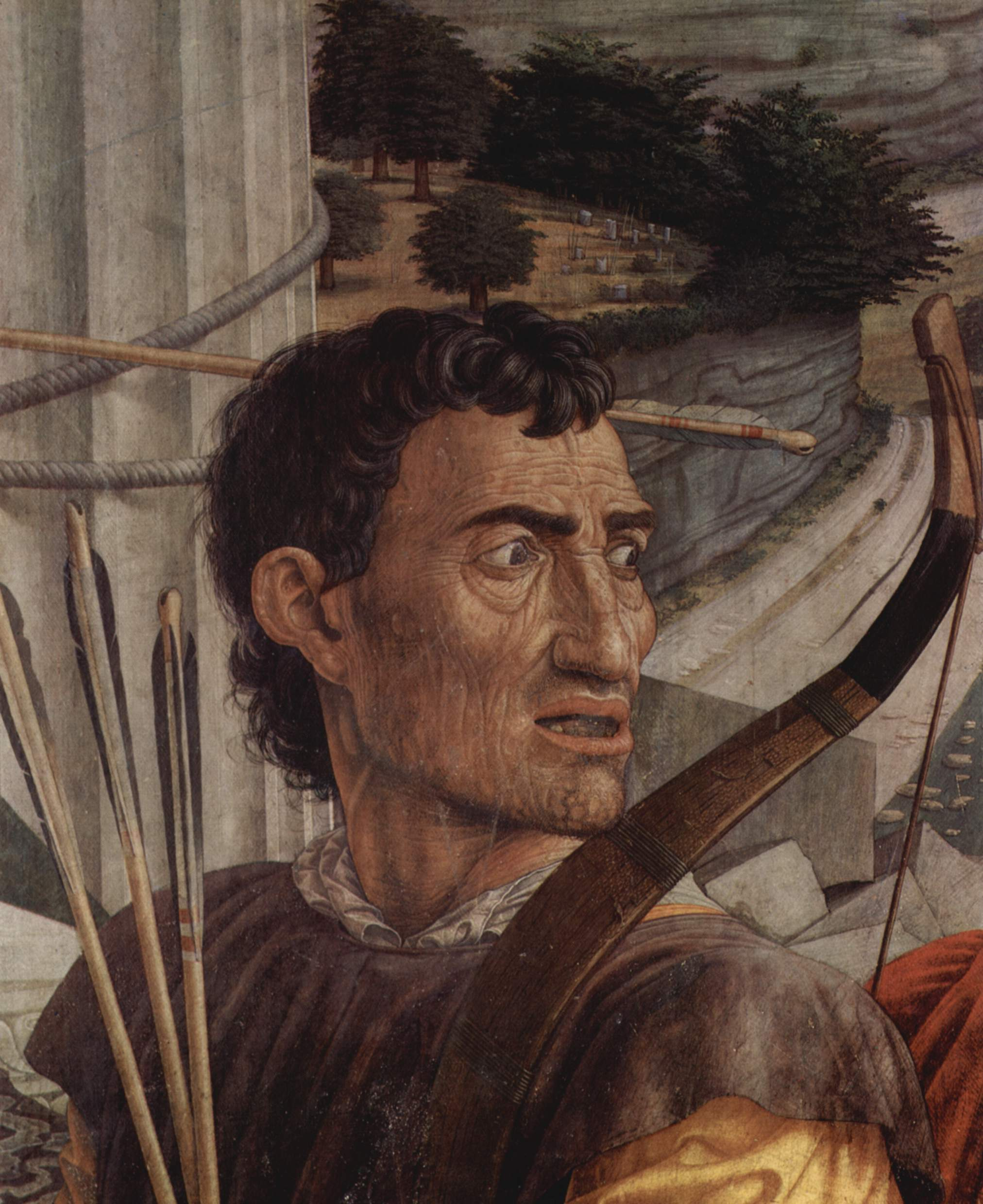
Dettaglio
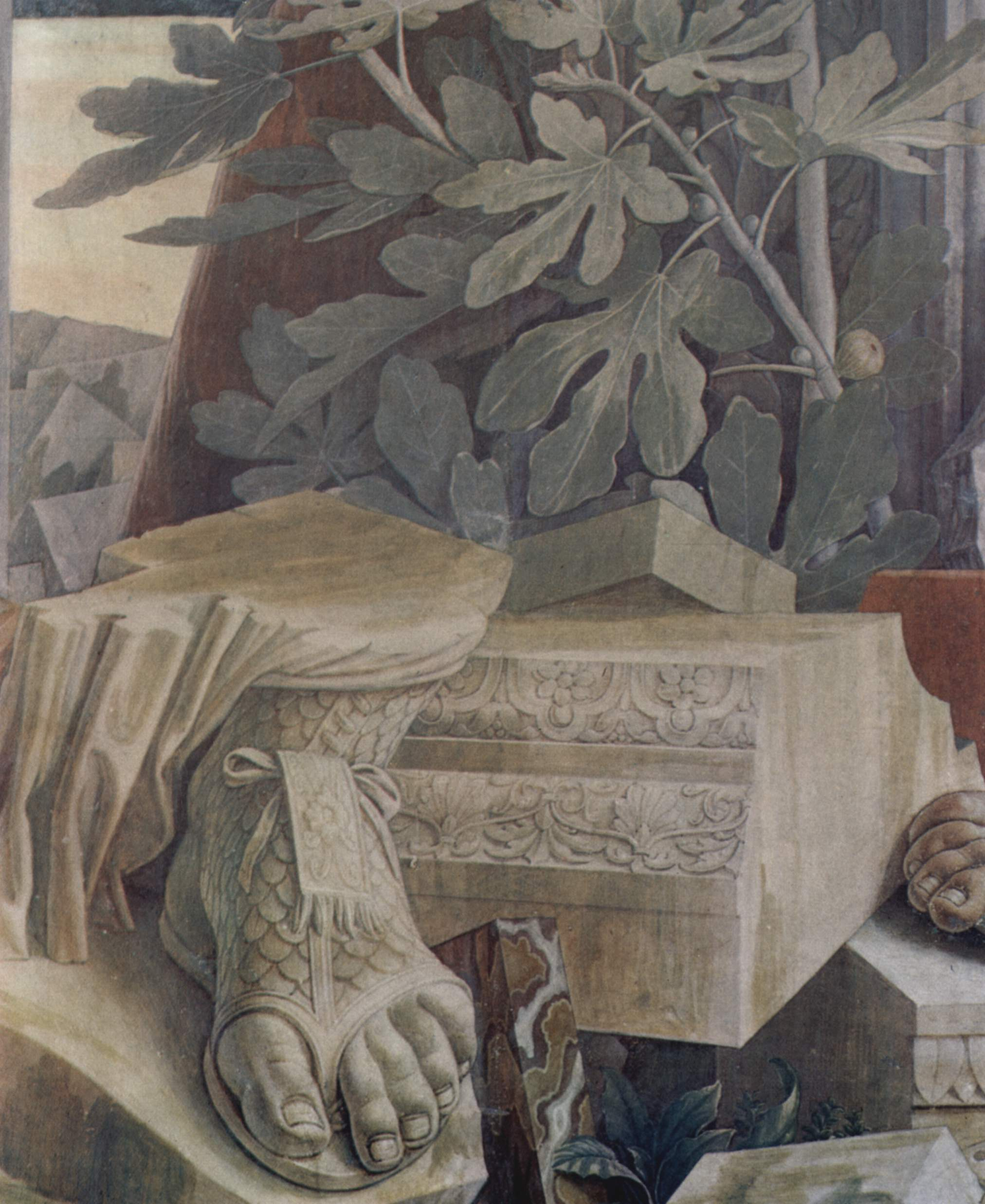
Dettaglio